# Asia's Got Talent
Asia's Got Talent est une émission de télévision singapourienne diffusée depuis le 12 mars 2015 sur AXN Asie.

## Présentateurs
- Marc Nelson
- Rovilson Fernandez

## Juges
- Anggun (saisons 1 et 2)
- David Foster (saisons 1 et 2)
- Melanie C (saison 1)
- Vanness Wu (saison 1)
- Jay Park (saison 2)

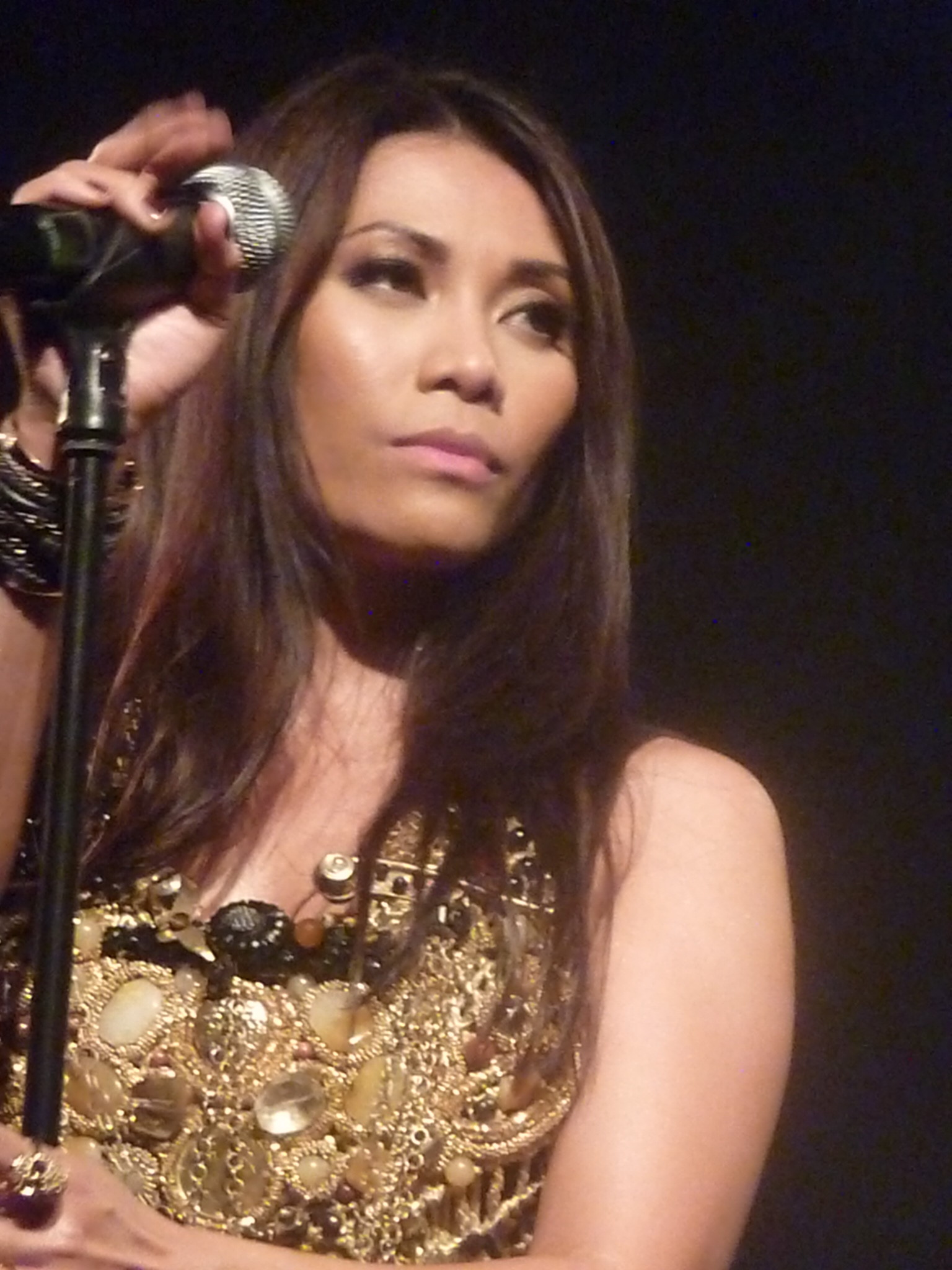
Anggun (saisons 1 à 3)
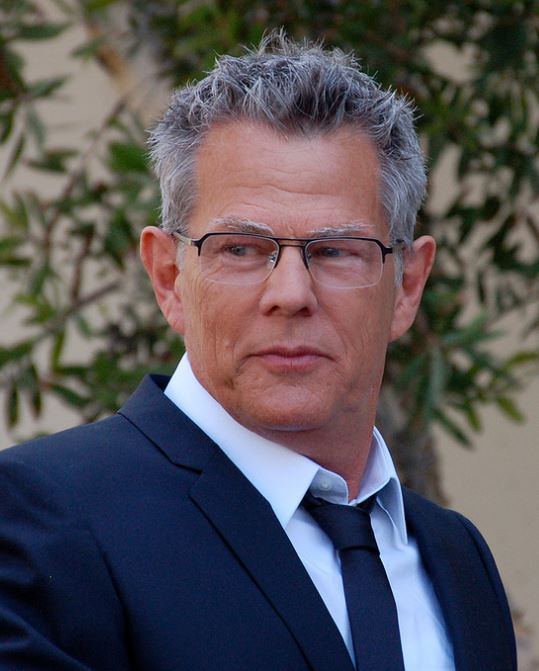
David Foster (saisons 1 à 3)
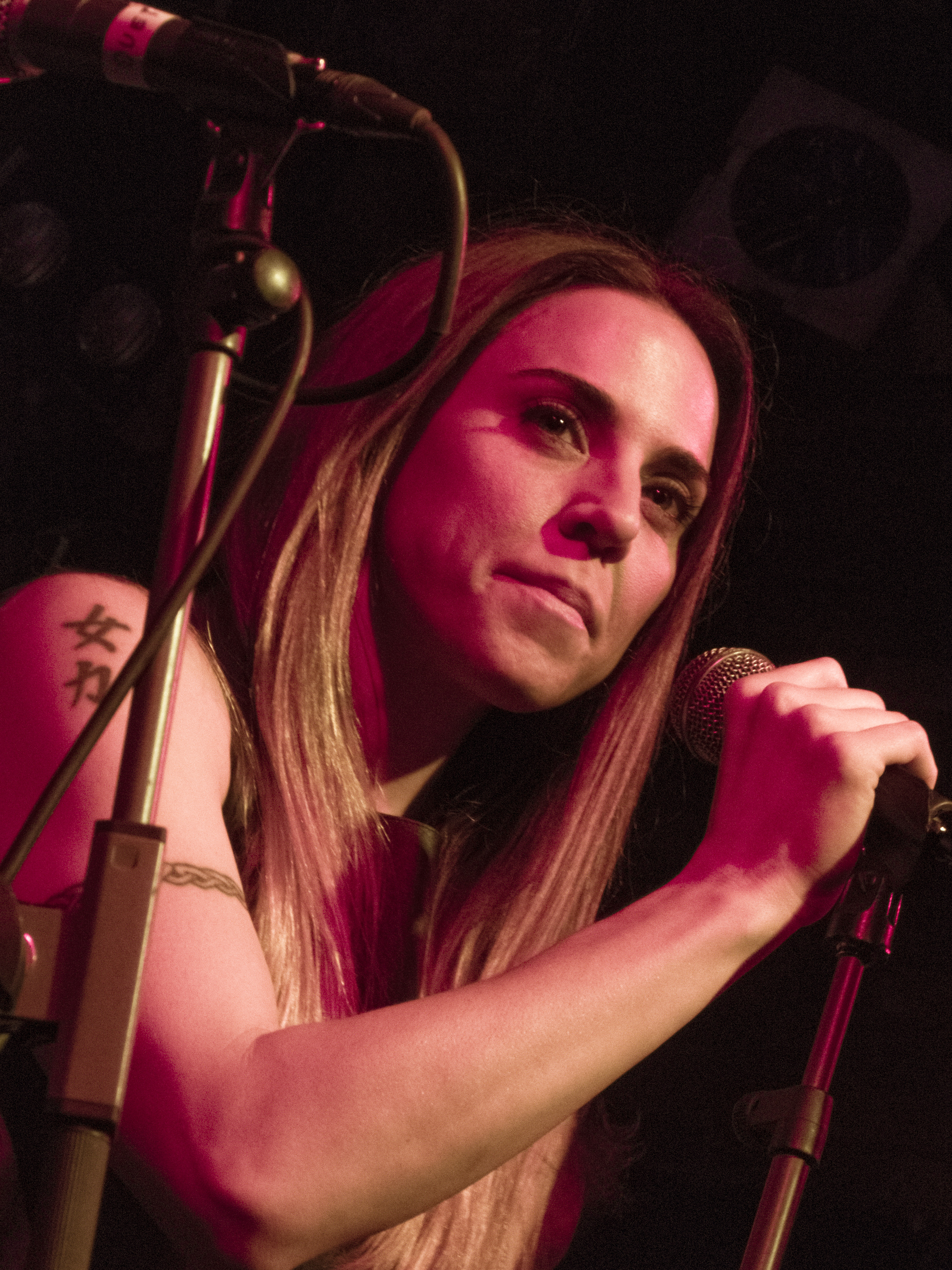
Melanie C (saison 1)
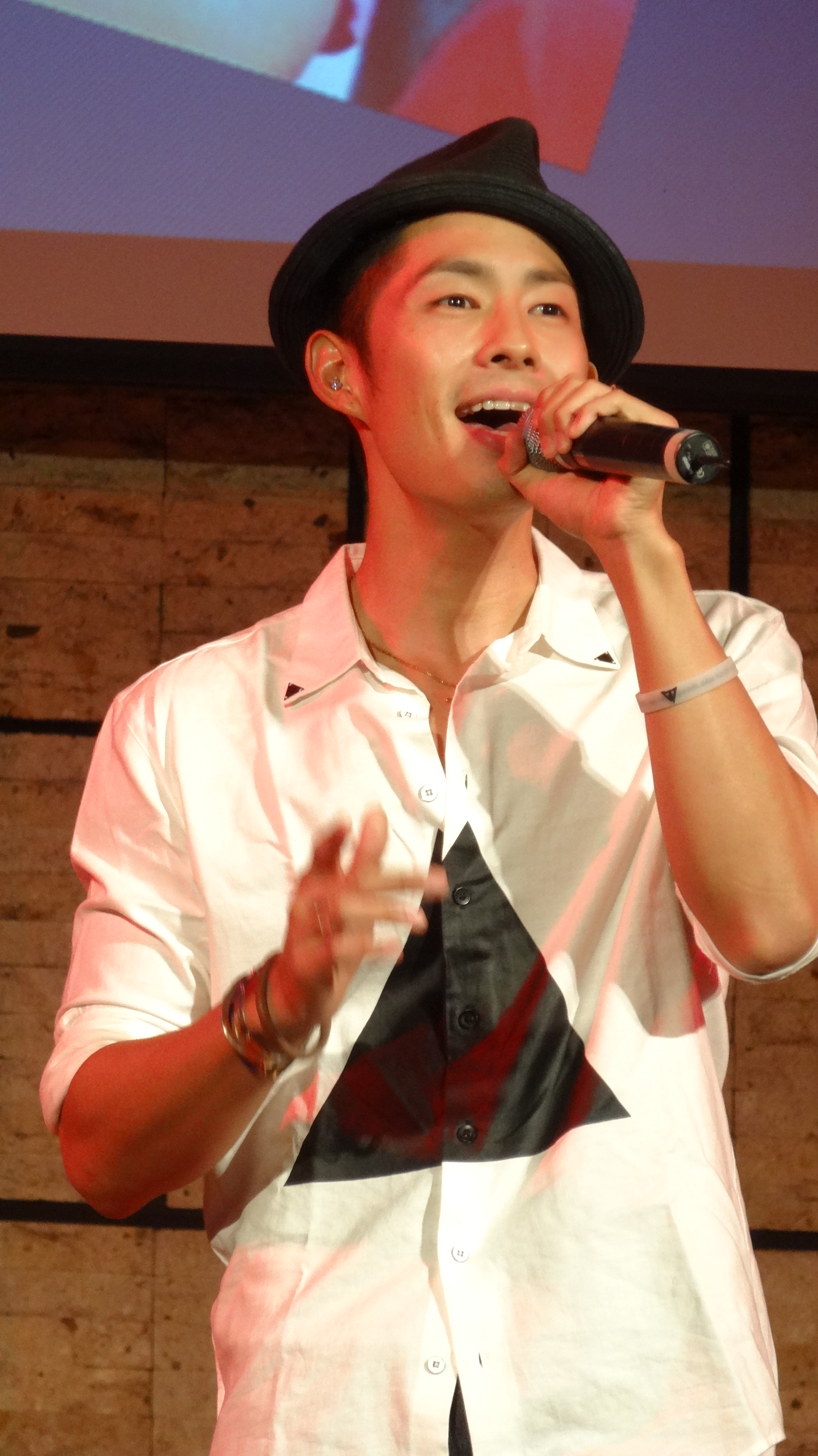
Vanness Wu (saison 1)
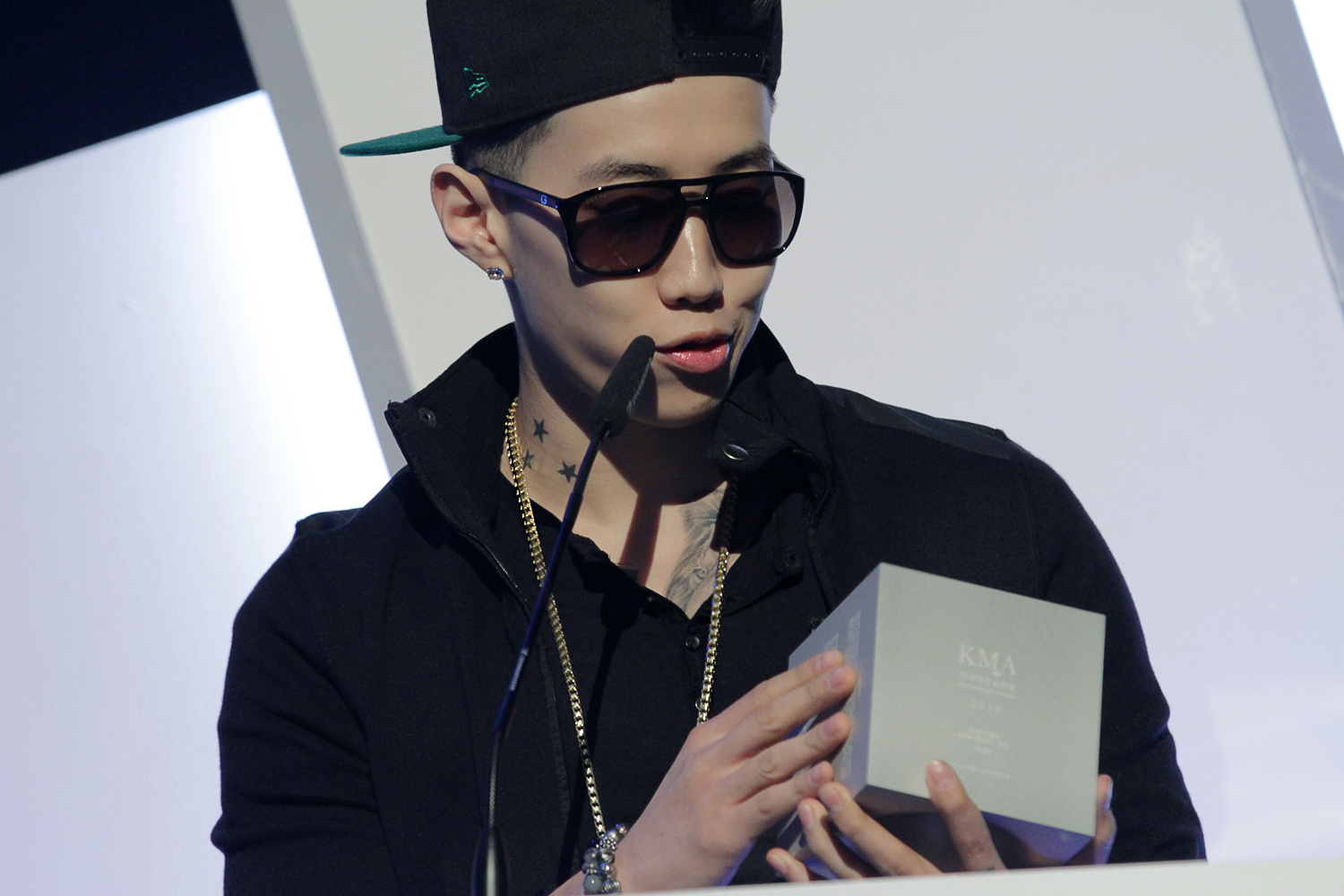
Jay Park (saisons 2 et 3)

## Palmarès
| Saison | Première        | Finale           | Vainqueur              | Deuxième           | Troisième              | Présentateurs                  | Juges                                    |
| ------ | --------------- | ---------------- | ---------------------- | ------------------ | ---------------------- | ------------------------------ | ---------------------------------------- |
| 1      | 12 mars 2015    | 14 mai 2015      | Dhia Azrai Naim Rosman | Zhou Dongyu        | Gerphil Flores         | Marc Nelson Rovilson Fernandez | Anggun David Foster Melanie C Vanness Wu |
| 2      | 12 octobre 2017 | 14 décembre 2017 | The Sacred Riana       | DM-X Comvaleñoz    | Neil Rey Garcia Llanes | Alan Wong Justin Bratton       | Anggun David Foster Jay Park             |
| 3      | 7 février 2019  | 11 avril 2019    | Eric Chien             | Yaashwin Sarawanan | Power Duo              | Alan Wong Justin Bratton       | Anggun David Foster Jay Park             |

## Résultats détaillés de la finale de la saison 1 (2015)
| Artiste                  | Ordre | Description | Résultat          |
| ------------------------ | ----- | --- | ----------------- |
| The Talento              | 1     | Groupe de rock masculin ; chante The Final Countdown d'Europe. | Quatrième place   |
| Gao Lin and Liu Xin      | 2     | Danseurs/acrobates ; Réalise un numéro de ballet et d'acrobaties sur l'air de Unconditionally de Katy Perry. | Septième ex æquo  |
| Gwyneth Dorado           | 3     | Chanteuse/guitariste acoustique ; chante Titanium de David Guetta. | Septième ex æquo  |
| Dance Thrilogy           | 4     | Groupe féminin de claquettes ; Réalise un numéro sur la chanson The Gold Diggers' Song (We're in the Money) de la comédie musicale 42nd Street.                                                                                      | Septième ex æquo  |
| Zhou Dongyu              | 5     | Ensemble musical ; Réalise une composition originale en utilisant des instruments de musique traditionnelle mongole. | Deuxième place    |
| Triqstar                 | 6     | Trio de danse néo-traditionnelle ; Réalise une chorégraphie inspirée par les arts traditionnels japonais avec des éléments de contorsionnisme et de popping.                                                                         | Cinquième ex æquo |
| Dhia Azrai Naim Rosman   | 7     | Troupe de Théâtre d'ombres ; Réalise un numéro sur le thème de la destruction par l'homme des ressources naturelles de la Terre, sur l'air de Colors of the Wind de Vanessa Williams.                                                | Vainqueur         |
| Gerphil Geraldine Flores | 8     | Chanteuse soprano ; Chante The Impossible Dream (The Quest) de la comédie musicale L'Homme de la Mancha. | Troisième place   |
| Junior New System        | 9     | Troupe de danseurs multi-genre ; Réalise une chorégraphie ainsi que des cascades sur la chanson Wannabe des Spice Girls, Run the World (Girls)' de Beyoncé, Let Me Clear My Throat de DJ Kool, et Who Let the Dogs Out? de Baha Men. | Cinquième ex æquo |

## Résultats détaillés de la finale de la saison 2 (2017)
| Artiste                | Ordre | Description | Résultat          |
| ---------------------- | ----- | --- | ----------------- |
| Urban Crew             | 1     | Effectue une chorégraphie avec des acrobaties et du breakdance sur le thème de la danse urbaine.                                                                      | Septième ex æquo  |
| Angela July            | 2     | Chanteuse ; Reprend Skyfall d'Adele. | Septième ex æquo  |
| Canion Shijirbat       | 3     | Effectue une chorégraphie avec des boules de lumières et des Doppelgänger, demandant sa femme en mariage à la fin.                                                    | Quatrième place   |
| The Sacred Riana       | 4     | Magicienne ; Fait d'abord de la magie en gros plan puis fait apparaître des goules.                                                                                   | Vainqueur         |
| Sobhi Shaker           | 5     | Magicien ; Fait des tours de magie avec des cartes, en lien avec les destructions causées par la guerre, et la hausse de l'amour et de l'espoir.                      | Cinquième ex æquo |
| Neil Rey Garcia Llanes | 6     | DJ, effectue un mashup d'Uptown Funk de Mark Ronson et Bruno Mars, une composition originale et une composition mixant toutes celles de ses performances précédentes. | Troisième place   |
| ADEM Dance Crew        | 7     | Effectuent une chorégraphie en agissant comme des robots dans un monde metal steampunk.                                                                               | Cinquième ex æquo |
| Feng E                 | 8     | Chanteuse ; Reprend Beautiful Day de U2 avec de la guitare acoustique et de ukulele électrique.                                                                       | Septième ex æquo  |
| DM-X Comvaleñoz        | 9     | Danseurs ; Effectuent des chorégraphies sur plusieurs types de musique dont du heavy metal ou Despacito de Luis Fonsi.                                                | Deuxième place    |

### Source de la traduction
- (en) Cet article est partiellement ou en totalité issu de l’article de Wikipédia en anglais intitulé « Asia's Got Talent » (voir la liste des auteurs).